# Swipnet
SwipNet (namnet bildat av Swedish IP Networks, AS1257) var den första kommersiella internetleverantören i Sverige. SwipNet startade sin verksamhet 1991 och blev en del av Tele2 1994. Swipnet var även en av de första kommersiella internetleverantörerna utanför USA. 
Webbtjänsten stängdes ner i september 2014.

## Bakgrund
År 1989 var många företag och kommersiella internetanvändare i Sverige anslutna till universitetsnätverket Sunet och antalet blev snart för många. Det ökade intresset gjorde att man diskuterade att flytta över dessa till ett eget nät. Swedish Network Users' Society (SNUS) som bildades bland annat för detta ändamål år 1990, tog initiativet. Man tog fram ett förslag till ett sådant nät, inledningsvis kallat Guerillanet, senare Basnät 90. Diskussioner fördes med Televerket som då inte ville arbeta med TCP/IP-tekniken som används på internet, utan föredrog X.25-tekniken. Detta och andra motsättningar gjorde att förslaget i stället presenterades för Jan Stenbecks telefoniföretag Comvik Skyport som snart skulle byta namn till Tele2. Man kom överens om att bilda SwipNet AB som ett dotterbolag till Comvik Skyport, och det registrerades 1990. Avtalet undertecknades den 30 oktober 1990 av Bo-Erik Sandholm, SNUS ordförande, och Per Troberg, vd för Comvik Skyports. En datorhall byggdes i Kista i Stockholms kommun.

## Verksamhet
Verksamheten startades den 1 januari 1991 med Olle Wallner som VD. Swipnet inriktade sig till en början på företag, särskilt de som hade haft internetförbindelse via Sunet. Kunderna från Sunet har tidigare haft gratis anslutning, större företag hade nu en ungefärlig månadskostnad på 10 000 kronor, och en startavgift på 50 000 kronor. Man började också starta modempooler för uppringd anslutning. Swipnet var ändå ett mycket litet företag. Modempoolerna installerades där de fick plats; på vindar, hos kompisar och olika utrymmen man finner ute i landet.
År 1991 fick Swipnet konkurrens i Sverige av Televerkets Tipnet.
Företaget hade ett positivt kassaflöde efter tre år och integrerades med Tele2 i början av 1994. Namnet Swipnet används än idag som domänadress för en del av Tele2:s internetkunder.

## Nedsläckning och arkivering
Den 20 augusti 2014 meddelade Tele2 att de avsåg stänga ner webbhotellstjänsten Swipnet vid efterföljande månadsskifte. Som skäl angavs att de allra flesta sidorna på tjänsten varit inaktiva sedan millennieskiftet, och att de kostnader som skulle krävas för att driva plattformen vidare inte kunde motiveras. FS Data visade kort därefter intresse för att ta över och driva Swipnet vidare. Även Stiftelsen för Internetinfrastruktur erbjöd sig att medverka till att sidorna bevarades. Den 31 augusti meddelade Tele2 att stängningen av Swipnet sköts upp medan en lösning kunde diskuteras.
Efter nedsläckningen arkiverades Swipnets innehåll den 18 september 2014 som del i .SE:s Internetmuseum, drivet av Stiftelsen för Internetinfrastruktur (senare Internetstiftelsen i Sverige, IIS). Inledningsvis var innehållet på de olika webbplatserna fortsatt tillgängligt på Internet via de tidigare adresserna. Efter införandet av dataskyddsförordningen GDPR den 25 maj 2018 ansåg IIS att de inte längre kunde ha Swipnetarkivet på sina servrar. Istället förvärvades arkivet av Kungliga biblioteket i juni 2018.
Det är dock oklart om KB kommer kunna se till att arkivet fortsatt är tillgängligt utanför KB:s lokaler.